# 이구 (고려)
이구(李玖)는 고려 후기의 문신이다.

## 생애
1350년(충정왕 2) 성균좨주(成均祭酒) 전경(全卿)이 주관한 승보시(升補試)에서 장원으로 합격하고, 1353년(공민왕 2) 문과에 급제했다.
홍건적(紅巾賊)의 침입 당시 왕이 남쪽으로 피난가면서 춘추사적(春秋史籍)·전교제향의궤(典校祭享儀軌)를 땅에 묻고 숨겼는데, 난이 평정된 후에 임박(林樸)·류구(柳玽)와 함께 이를 다시 발굴했다.
원이 멸망한 후 기철(奇轍)의 아들인 기샤인테무르(奇賽因帖木兒)가 김바얀(金伯顔) 등과 동녕부(東寧府)에 웅거하여 고려의 변경을 침입하려 했는데, 1370년(공민왕 19) 왕이 이성계(李成桂), 서북면상원수(西北面上元帥) 지용수(池龍壽), 서북면부원수(西北面副元帥) 양백연(楊伯淵), 안주상만호(安州上萬戶) 임견미(林堅味) 등을 보내 동녕부를 공격하게 했다.
이 때 이구도 병마사(兵馬使)로서 참전했다.
이후 목사(牧使)를 지냈다가, 1375년(우왕 1) 왕석기(王釋器)가 죽지 않고 살아 있었음을 알고도 고하지 않은 죄로 전 판사(判事) 정양보(鄭良輔)와 함께 순위부(巡衛府)에 하옥되어 국문을 받았는데, 끝까지 불복하여 정양보는 참수되고, 이구는 장 100대에 처해졌다.
1387년(우왕 13) 문하평리(門下評理)로서 지밀직사사(知密直司事) 이종덕(李種德)과 함께 명에 하정사(賀正使)로 갔으나, 요동(遼東)에서 입국을 거부당해 한 달 만에 고려로 돌아왔다.
이후의 행적은 전하지 않는다.